# Triumph 3 HP Model
Het Triumph 3 HP Model was een motorfiets die het Britse merk Triumph produceerde in 1905 en 1906. Het was vrijwel gelijk aan het lichtere Triumph 2½ HP Model.

## Voorgeschiedenis
Siegfried Bettmann en Mauritz Schulte (beiden Duitse immigranten) importeerden aanvankelijk fietsen in Londen, maar in 1889 begonnen ze zelf fietsen te produceren in een fabriekje aan Much Park Street in Coventry. In 1902 begonnen ze gemotoriseerde fietsen te bouwen, aanvankelijk met inbouwmotoren van Minerva, maar in 1903 en 1904 met motoren van JAP en Fafnir.

## Triumph 3 HP Model
Charles Hathaway ontwikkelde een eigen 3pk-motor en daarmee werd in 1905 een nieuw model op de markt gebracht, het Triumph 3 HP Model. Dit was geen gemotoriseerde fiets meer, maar een echte motorfiets die heel eenvoudig was opgebouwd en die nauwelijks verschilde van de weinige andere Britse motorfietsen van dat moment. De zijklepmotor mat 363 cc. De kleppen zaten aan de rechterkant van de motor en daar zat ook het kettinkje voor de aandrijving van de ontstekingsspoel. Voor 7 pond extra kon de klant ook een Simms-ontstekingsmagneet laten monteren. De carburateur zat aan de achterkant van de cilinder. De machine had een open brugframe met de motor als dragend deel en met twee bovenbuizen waar de flattank tussen zat. Behalve benzine zat in een apart compartiment ook de smeerolie voor de total loss smering, die via een handpompje naar de motor gepompt werd. Een koppeling en versnellingsbak had de machine niet. De aandrijving geschiedde met een riem rechtstreeks van de krukas naar het achterwiel. Aan de binnenkant van de wielpoelie zat een belt rim brake, het voorwiel werd beremd door een velgrem, zoals bij een fiets. Zonder koppeling rijden betekende dat de motor bij elke stop afsloeg, waarna deze weer moest worden aangefietst. Daarbij was de betrouwbare bougievonk van de Simms-ontstekingsmagneet een voordeel. Het Triumph 3 HP Model kostte 43 pond. In 1907 werd het opgevolgd door het Triumph 3½ HP Model.

## Trivia

### Wereldrecord
In "The Motor Cycle" van 10 juli 1905 verscheen een artikel van B.H. Davies, die met een Triumph Model 3 HP 1279 mijl (2053 km) had afgelegd in zes dagen. Hij vertrok steeds vanuit het George Hotel in Oxford met elke keer een ander reisdoel: Taunton, Derby, Shrewsbury, Ludlow via Hereford, Grandham en Bournemouth, heen en terug telkens ongeveer 200 mijl. Na een aantal negatieve artikelen in Britse kranten (gemotoriseerd verkeer was net als in Nederland niet altijd populair) wilde hij aantonen dat een gewone motorrijder zonder enige technische kennis een grote afstand zonder problemen kon afleggen. Hij gaf nauwkeurig de technische problemen en kosten weer. Zo moest hij een lekke band plakken, maar soms ook andere banden en aandrijfriemen gebruiken vanwege de modder en de regen, drie keer een zuigerveer vervangen en gebruikte hij voor drie penny aan carbiet voor zijn verlichting.
Het artikel geeft ook een goed inzicht in de dagelijkse problemen van de motorrijder. Naast de zeer slechte wegen ook de vele varkens, koeien en schapen op de weg en ook de vele verloren hoefnagels die banden doorboorden. Omdat Davies alle dagen regen had bleek ook dat de regenkleding in die tijd de rijder geen 300 km droog kon houden.
Triumph reageerde op 17 juli met een paginagrote advertentie in The Motor Cycle met als kop: "THE WORLD'S RECORD of Reliability Touring."